# Голем Върбовник
Голем Върбовник е село в Западна България. То се намира в община Бобов дол, област Кюстендил.

## География
Селото се намира в полупланински район, на 8 км от ТЕЦ „Бобов дол“. Пресича се от вече маловодна река, по поречието на която изобилстват върби, откъдето произлиза и името на селото.
Почвите са разнообразни, предимно кафяви, като основните култури, които се отглеждат в неголеми количества са пшеница, зеленчуци, лози. До 1990 година земята се от обработва от АПК „Юрий Гагарин“ – Панчарево.
Всички мобилни оператори имат добър обхват в селото и околните местности, както и качествен мобилен Интернет.

## Население
Численост и дял на етническите групи според преброяването на населението през 2011 г.:
|                     | Численост | Дял (в %) |
| Общо                | 175       | 100,00    |
| Българи             | 169       | 96,57     |
| Турци               | 0         | 0,00      |
| Цигани              | 0         | 0,00      |
| Други               | 4         | 2,28      |
| Не се самоопределят | 0         | 0,00      |
| Неотговорили        | 2         | 1,14      |

## Културни и природни забележителности
Близо до селото, в местността „Клисурата“ се намира внушителен паметник, с форма пламък с три върха, в чест на местния партизански отряд.

## Редовни събития
Ежегодно на 9 септември в центъра на селото се провежда Земляческа среща-събор